# 우치노 다카시 (1988년)
우치노 다카시(일본어: 内野 貴志, 1988년 2월 15일 ~ )는 일본의 전 축구 선수이다.

## 구단 경력
그는 2011년부터 2019년까지 J리그의 교토 상가 FC, AC 나가노 파르세이루에서 활동하였다.